# اسرنزا
اسرنزا (به ایتالیایی: Acerenza) یک سکونتگاه مسکونی در ایتالیا است که در استان پوتنزا واقع شده‌است.

## خصوصیات
اسرنزا ۷۷ کیلومترمربع مساحت و ۲٬۷۰۵ نفر جمعیت دارد و ۸۳۳ متر بالاتر از سطح دریا واقع شده‌است.